# (2067) Aksnes
(2067) Aksnes est un astéroïde de la ceinture principale.

## Description
(2067) Aksnes est un astéroïde de la ceinture principale. Il fut découvert par Yrjö Väisälä le 23 février 1936 à Turku. Il présente une orbite caractérisée par un demi-grand axe de 3,967 UA, une excentricité de 0,1818 et une inclinaison de 3,07° par rapport à l'écliptique.
Il fut nommé en hommage au mécanicien céleste Kaare Aksnes, qui travailla sur les satellites naturels et artificiels au Smithsonian Astrophysical Observatory de 1971 à 1978.

## Compléments